# Dokležovje
Dokležovje este o localitate din comuna Beltinci, Slovenia, cu o populație de 960 de locuitori.